# وجه المصبح (الرضمة)

تعديل مصدري - تعديل

وجه المصبح محلة تابعة لقرية المطلاح، التابعة لعزلة كحلان بمديرية الرضمة إحدى مديريات محافظة إب في الجمهورية اليمنية.، بلغ تعداد سكانها 30 حسب تعداد اليمن لعام 2004.